# Laurie's Choice
Albums de Art Pepper
Today
(1978) Landscape
Laurie's Choice est un album d'Art Pepper.

## L'album
Cet album posthume contient des titres choisis par Laurie Pepper, la femme d'Art Pepper. Ils ont été enregistrés lors des très nombreuses tournées qu'Art Pepper effectue dans les 4 dernières années de sa vie. Il "rattrape" alors, en tournant intensément, ses années d'incarcération. De plus, son casier l'a empêché pendant les années suivant sa sortie définitive de prison de sortir de Californie et a fortiori des États-Unis.
Allen's Alley est le dernier titre du second et dernier concert au Yubin Chokin Hall de Tokyo le 24 novembre 1981. Patricia et Straight Life, compositions qu'Art enregistra plusieurs fois, sont respectivement enregistrés à Atlanta, Géorgie et à Sapporo, Japon. Le concert de Sapporo étant pour Laurie le meilleur de la tournée 1981. Kobe Blues était le dernier morceau joué dans un nightclub de Kobe, Japon en 1978. Il a été enregistré par une radio japonaise. Enfin A Song For Richard (enregistré auparavant sur The Trip) est issu d'une "cassette mystère" n'indiquant pour seule date que le 27 juin.

## Titres
- 01. Allen's Alley 9:01
- 02. Patricia 15:51
- 03. Straight Life 7:25
- 04. Kobe Blues 7:36
- 05. A Song For Richard 13:32

## Personnel
- 01. Art Pepper (as), George Cables (p), David Williams (b), Carl Burnett (d).
- 02. Art Pepper (as), Milcho Leviev (p), Bob Magnusson (b), Carl Burnett (d).
- 03. Art Pepper (as), George Cables (p), David Williams (b), Carl Burnett (d).
- 04. Art Pepper (as), Milcho Leviev (p), Bob Magnusson (b), Carl Burnett (d).
- 05. Art Pepper (as), Milcho Leviev (p), Bob Magnusson (b), Carl Burnett (d).

## Dates et lieux
- 01. Yubin Chokin Hall, Tokyo,  Japon, 24 novembre 1981
- 02. Atlanta,  Géorgie, mai 1980
- 03. Sapporo,  Japon, 22 novembre 1981
- 04. Kōbe,  Japon, 1978
- 05. 27 juin

## CD références
- 1992 Fresh Sound Records - FSR- CD 192

## Référence
- Liner notes de l'album, Laurie Pepper, 1992.